# Jezdecký portrét Karla V.
Jezdecký portrét Karla V. (italsky Ritratto di Carlo V a cavallo) je název portrétního díla italského renesančního umělce Tiziana.

## Tiziánové sláva
Umělecká sláva Tiziana, jednoho z vrcholných představitelů benátského malířství, umožnila umělci navazovat kontakty s předními osobnostmi tehdejší doby. K jedněm z nejprominentnějších obdivovatelů Tizianova díla patřil císařský rod Habsburků. Od třicátých let 16. století se datuje navázání styků s těmito Tizianovými významnými mecenáši, jejichž zájem v největší míře přispěl k umělcově celosvětové slávě. Do toho období spadá i vznik jezdeckého portrétu císaře Karla V.

## Okolnosti vzniku díla
Námětem obrazu, nazývaného také Císař Karel V. u Mühlbergu, se stala významná historická událost znamenající posílení pozice katolicismu - bitva u Mühlbergu- v dubnu 1547. V ní spojené vojenské oddíly římskoněmecké říše, Španělska a Uherska porazily vojska protestantských zemí sdružených v Šmalkaldském spolku. V následujícím roce se v bavorském Augsburgu sešel říšský sněm, během něhož vzniklo toto, jedno z nejslavnějších Tizianových děl.

## Kompozice a ikonografie
Malba zachycuje císaře Karla V. v brnění sedícího na koni, vyjíždějícího z lesního porostu do otevřené krajiny. Zdánlivě jednoduchá skladba v sobě skrývá složitou symboliku. Především tu jde o samotnou postavu císaře, který vzezřením připomíná středověkého rytíře ve zbroji po vítězném souboji. V pravé ruce svírá kopí připomínající zbraň svatého Jiří nebo Longinovo kopí, kterým římský voják probodl bok ukřižovaného Ježíše Krista. Karlova vzpřímená postava, sevřené rty a pohled upřený do dálky jednoznačně zobrazují muže oslavujícího svůj triumf. V tomto případě jde o triumf katolictví nad protestantskými herezemi. Tento fakt má zdůraznit i barva oblohy; tmavá barva vyjadřující neklidnou minulost postupně přechází do jasné oblohy, což má symbolizovat příchod nových, mírových dob.
Jako předloha postavy císaře Tizianovi posloužila jezdecká socha císaře Marca Aurelia na římském Kapitolu jakož i různé rytiny Albrechta Dürera a Hanse Burgkmaira.